# 12727 Cavendish
För andra betydelser, se Cavendish.
12727 Cavendish eller 1991 PB20 är en asteroid i huvudbältet som upptäcktes den 14 augusti 1991 av den belgiske astronomen Eric W. Elst vid La Silla-observatoriet. Den är uppkallad efter fysikern och kemisten Henry Cavendish.
Asteroiden har en diameter på ungefär 4 kilometer.